# Pougy
Pougy ist eine französische Gemeinde mit 266 Einwohnern (Stand: 1. Januar 2022) im Département Aube in der Region Grand Est; sie gehört zum Arrondissement Troyes und zum Kanton Arcis-sur-Aube.

## Geografie
Pougy liegt etwa 27 Kilometer nordöstlich von Troyes. Umgeben wird Pougy von den Nachbargemeinden Verricourt im Norden, Magnicourt im Nordosten, Molins-sur-Aube im Osten, Val-d’Auzon im Süden sowie Longsols im Westen und Südwesten.

## Bevölkerungsentwicklung
| Jahr                      | 1962 | 1968 | 1975 | 1982 | 1990 | 1999 | 2006 | 2011 | 2016 |
| Einwohner                 | 278  | 261  | 238  | 242  | 213  | 245  | 269  | 284  | 292  |
| Quelle: Cassini und INSEE |      |      |      |      |      |      |      |      |      |

## Sehenswürdigkeiten
- Kirche Saint-Nicolas aus dem 12. Jahrhundert

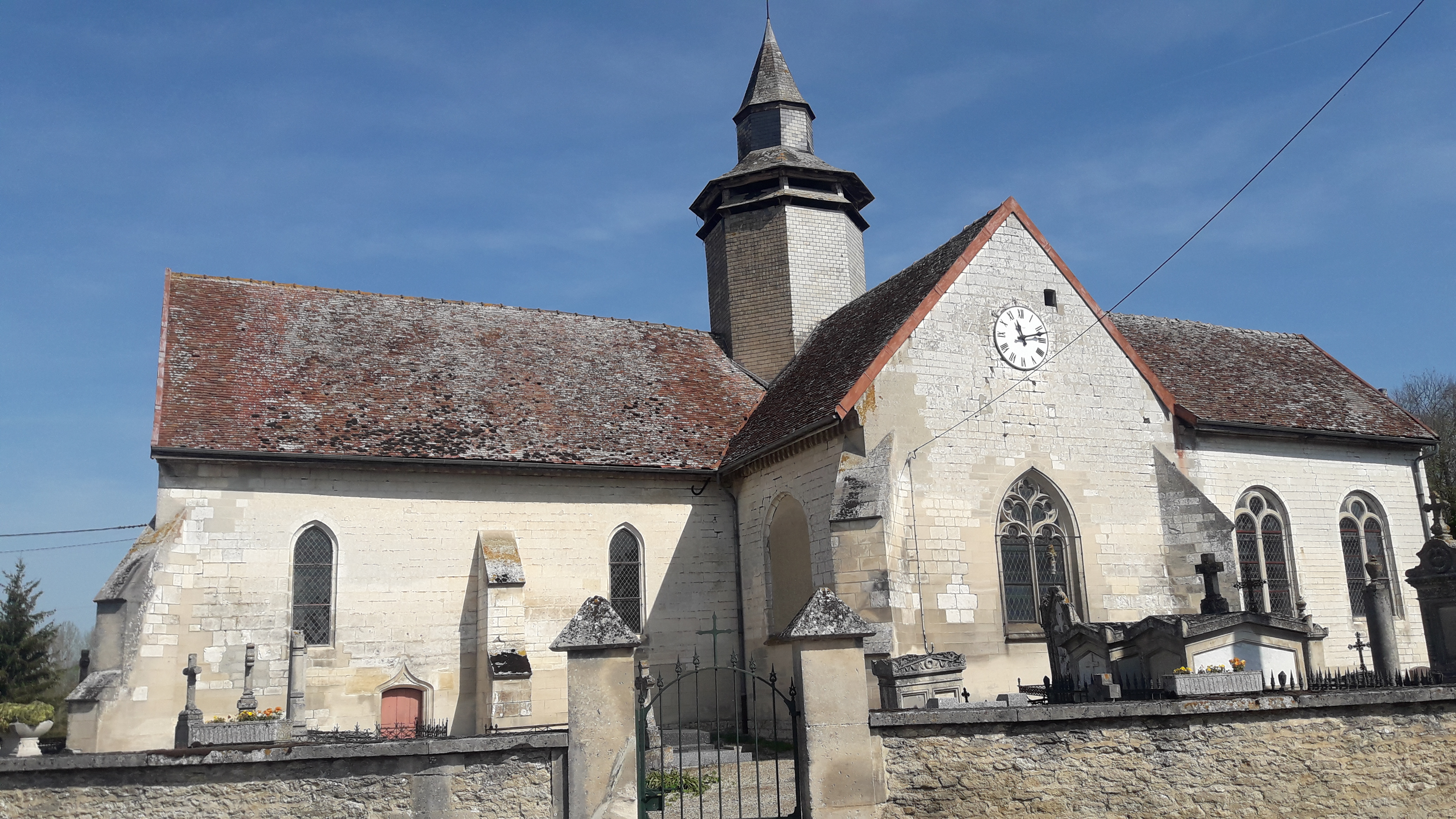
Kirche Saint-Nicolas

- Reste des alten Schlosses Pougy

## Persönlichkeiten
- Manasses II. von Pougy (1130–1190), Bischof von Troyes (1181–1190)